# Фінансова дирекція (Івано-Франківськ)
Скарбова́ дире́кція — фінансова дирекція у Станиславові (Івано-Франківську) за австро-угорських часів, яка безпосередньо виконувала функції фіскальної служби та державного казначейства.

## Історія
1909 р. у жовтні розпочалась робота над проектом нової фінансової дирекції, який був виконаний у майстерні львівського архітектора Францішка Сковрона. Приміщення на вулиці 3 Мая почали будувати навесні 1911 року, а вже 1 листопада 1912-го фінансова дирекція перший день розпочала свою роботу. Будинок збудований у стилі необароко. На фасаді будинку — австрійський орел.
Під час Першої світової війни, упродовж якої в місті було чимало руйнувань, ця споруда не постраждала. Але в період Другої Речі Посполитої (1918–1939) будівлю фінансової скарбниці позбули орла.
Після Другої світової війни тут було не тільки фінансове приміщення, але і різні організації, зокрема — міська рада, виконком, міський комітет компартії. З кінця 1980-х рр. в будівлі розмістився Український науково-дослідний інститут гірського лісівництва.
Будівля залишається в чудовому стані.